# هلدینگ مالی توسعه چین
هلدینگ مالی توسعه چین (انگلیسی: China Development Financial Holding) شرکت خدمات مالی تایوانی است، که در سال ۲۰۰۱ تأسیس شد.